# حسن علي منصور
حسن علي منصور (بالفارسية: حسنعلی منصور) (و. 1923 – 1965 م) هو سياسي إيراني، ولد في طهران، توفي في طهران، عن عمر يناهز 42 عاماً.

## التعليم
تعلم في جامعة طهران.

## جوائز
حصل على جوائز منها:
- وسام استحقاق الجمهورية الإيطالية.